# Atypus wataribabaorum
Espèce
Atypus wataribabaorum est une espèce d'araignées mygalomorphes de la famille des Atypidae.

## Distribution
Cette espèce est endémique de Amami-Ōshima dans l'archipel Nansei au Japon.

## Publication originale
- Tanikawa, 2006 : A new species of the spider genus Atypus (Araneae: Atypidae) from Amami-ôshima, Japan. Acta Arachnologica, Tokyo, vol. 55, no 1, p. 25-27.